# Aikikai
La Fundación Aikikai es originalmente una escuela de Aikido. Es el organismo rector encargado del desarrollo y popularización del arte marcial del aikido en el mundo a través de la Federación Internacional de Aikido (IAF) y se encuentran en Tokio y fue fundado en 1931. A la cabeza de ella está el Doshu Moriteru Ueshiba, nieto del fundador, Morihei Ueshiba O-Sensei, e hijo del anterior Doshu, Kisshomaru Ueshiba. 
Comúnmente la Aikikai también connota un estilo de aikido, enfáticamente circular y de uso de la energía vital o Ki. Aunque el aikido dentro del mismo Aikikai puede ser técnicamente bastante diferente pues cada alumno de Morihei Ueshiba tiene su propia interpretación del arte, ya que los shihans (maestros de alto grado) recibieron clases de O-Sensei en diferentes momentos de su vida (y por tanto de su aprendizaje personal), y al mismo tiempo algunos tuvieron otras influencias marciales o filosóficas. Todo esto se refleja en la gran diversidad técnica dentro de la organización.

## Fundación Aikido
La Fundación Aikikai  (財団法人合気会 Zaidan Hōjin Aikikai?)), está reconocida por el gobierno japonés desde 1940. Es la organización original del aikido. Está encabezada por el doshu, el sucesor vivo del fundador del aikido. En su nombre, Kai (会) significa simplemente la asamblea o el club. Esta opera en Hombu dojo, el cual es llamado Cuartel General de Aikido (Aikido World Headquarters). Se encuentra en Tokio. El término "Hombu" a veces puede ser para referirse a los escalones superiores de instructores en Hombu dojo o de la propia Fundación Aikikai.
Además, esta fundación, administras dojos satélites, el histórico dojo Iwama en la prefectura de Ibaraki (a unos 100 km al noreste de Tokio).
Entre una de sus funciones es enviar a los instructores alrededor de Japón en forma continua. además de emitir los certificados de grados y títulos de instructores legitimados por el Doshu a nivel mundial.

## Federación Internacional de Aikido[2]
Es la principal organización de aikido a nivel mundial, se fundó en 1976. Es una organización con representación en más de 40 países. Todo los miembros deben ser reconocidos por el Hombu dojo, esto significa que la IAF representa exclusivamente a las escuelas Aikikai. Esta organización es nominalmente democrática, pero se otorgan roles especiales al Doshu y a un consejo de instructores superiores para salvar la integridad "técnica y moral" del aikido. La IAF actualmente admite sólo una organización miembro por país y otorga a cada uno de ellos igualdad de voto
La federación orgraniza Congresos Internacionales de Aikido cada cuatro años, facilitando el entrenamiento directo entre estudiantes de diferentes países, compartiendo con instructores de aikido reconocidos en el mundo, además de proveer un canal de comunicación oficia con el Hombu Dojo.
El presidente de la IAF es Peter Goldsbury desde 1996 hasta el presente. Goldsbury publica numerosos artículos de aikido en AikiWeb.

### Organismos reconocidos[9]
- Aikikai España Aetaiki[10]
- Asociación Argentina de Aikido - Argentina[11]
- Aiki Kai - Australia[12]
- Danish Aikido Federation - Dinamarca[13]
- Fedenachaa - Chile[14]